# Musisches Gymnasium Salzburg
Das Musische Gymnasium Salzburg ist ein musisches und ein Musikgymnasium im Salzburger Stadtteil Itzling.

## Geschichte
Bernhard Paumgartner hatte bereits im Jahr 1959 visionäre Ideen einer dem Musischen gewidmeten Schule veröffentlicht.
Am Bundesgymnasium II in Salzburg entstand unter der Führung des Kunsterziehers Adolf Degenhardt (1921–1998) eine Initiative für ein Gymnasium mit einer musischen Schwerpunktsetzung. Der Bewilligungsbescheid erfolgte am 19. September 1966. 2009 wurde am Gymnasium auch die achtjährige Schulform eines Musikgymnasiums eingerichtet.

## Schulformen
Musisches Gymnasium
Die musisch-kreativen Begabungen der Schüler werden gefördert, indem jeder Schüler eine Wahlpflichtgegenstand wählt. Diese umfassen Musik mit Chor oder Orchester, Bildnerische Erziehung, Tänzerische Bewegungserziehung, Darstellendes Spiel, Kreatives Schreiben und Literatur oder die Kreative Werkstätte.
Musikgymnasium
Hier erfolgt für den Schüler neben der Schule extern eine Ausbildung an einem Musikinstrument, am Mozarteum, an der Landesmusikschule Musikum Salzburg oder im Privatunterricht.

## Leitung
- 1966–1973 Erich Kaforka (1908–1991)
- 1973–1974 Franz Schirlbauer (1912–2002)
- 1974–1980 Gustav Seiss (1919–2002)
- 1980–1988 Erich Weinkamer (1923–2017)
- 1988–2009 Ernst Mitgutsch (* 1949)
- 2009–2024 Barbara Tassatti (* 1964)
- seit 2025 Thomas Lederer (* 1975)

## Ehemalige Schüler
- Gabriele Schuchter (* 1956), Schauspielerin
- Klemens Vereno (* 1957), Komponist und Universitätslehrer
- Niki Stajković (1959–2017), Wasserspringer
- Hadmar von Wieser (* 1963), Autor, Künstler und Spieleautor
- Elisabeth Czihak (* 1966), Künstlerin
- Hannes Bertolini (* 1968), Komponist und Musikproduzent
- Katrin Schurich (* 1970), Theaterschauspielerin und -regisseurin
- David Brenner (* 1971), nur 1. und 2. Klasse, Politiker
- Eva-Maria Kern (* 1971), Ingenieurin und Hochschullehrerin
- Muriel Baumeister (* 1972), Schauspielerin
- Bastian Zach (* 1973), Schriftsteller, Drehbuchautor und Graphic Designer
- Karoline Edtstadler (* 1981), Politikerin
- Matthias Löscher (* 1982), Jazzmusiker (Gitarre) und Komponist